# Cowboys from Hell
| 전문가 평가                   | 전문가 평가 |
| 평가 점수                     | 평가 점수   |
| 출처                          | 점수        |
| ----------------------------- | ----------- |
| About.com                     | [ 7 ]       |
| AllMusic                      | [ 8 ]       |
| BBC Music                     | (favorable) |
| Exclaim!                      | (favorable) |
| Record Collector              | [ 11 ]      |
| The Rolling Stone Album Guide | [ 12 ]      |

《Cowboys from Hell》은 1990년 7월 24일, 앳코 레코드에서 발매한 미국의 헤비 메탈 밴드 판테라의 다섯 번째 스튜디오 음반이자 메이저 레이블 데뷔 음반이다. 프로듀서 테리 데이트와의 많은 협업 중 첫 번째 음반이다. 이 음반은 또한 판테라가 이전 음반의 글램 메탈 스타일을 완전히 버리고 더 무거운 사운드를 추구한 음반이기도 하다. 이 음반은 최초의 그루브 메탈 음반 중 하나로 인정받았다.

## 커버 아트
커버 아트는 기이한 웨스턴 살롱의 밴드를 묘사하고 있다. 실제로 콜로라도주 텔류라이드의 "코스모폴리탄 살롱"은 밴드 멤버들과 함께 찍은 1910년 사진이다. 중앙에서 기타를 연주하는 다임백 대럴의 모습이 그려지고, 비니 폴이 오른쪽 계산대에 서 있고, 렉스 브라운이 카운터 위에 기대고, 필 안젤모가 브라운의 왼쪽으로 공중에서 점프하는 모습이 그려진다. 안젤모는 그가 공중으로 높이 올라가기 위해 술집 걸상에서 뛰어내렸고 카메라맨들이 원하는 스타일의 사진을 찍을 때까지 약 10시간이 걸렸다고 말한다.

## 유산
이 음반은 《기타 월드》 잡지의 2006년 10월호에서 역대 최고의 100장의 기타 음반 목록 11위에 올랐다. 이 음반은 Metal-Rules.com이 선정한 역대 최고의 헤비 메탈 음반 85위에 올랐다. IGN은 《Cowboys from Hell》을 역대 19번째로 영향력 있는 헤비 메탈 음반으로 선정했다. 그것은 또한 그루브 메탈을 "정의하는 것"으로 여겨진다.

## 상업적 성과
이 음반은 1990년 7월 24일에 발매되었으며 테이프, CD, 바이닐, 리미티드 에디션 버전으로 발매되었다(동일한 음반이지만 긴 박스 안에 있음). 이 음반은 1992년에 빌보드 차트 톱 히트시커즈 27위에 오르며 그들의 첫 차트 차트가 되면서 이 밴드의 획기적인 기록이 될 것이다. 1995년 3월, 이 음반은 스웨덴 차트에 1주일 동안 진입하여 46위로 정점을 찍었다. 이후 이 음반은 미국에서 골드(50만 장)와 플래티넘(100만 장) 인증을 모두 받은 것은 물론 영국에서 골드(Gold) 10만 장 판매를 달성했다.

## 곡 목록
모든 곡들은 판테라에 의해 작사/작곡하였다.
| #   | 제목                       | 재생 시간 |
| --- | -------------------------- | --------- |
| 1.  | 〈Cowboys from Hell〉      | 4:07      |
| 2.  | 〈Primal Concrete Sledge〉 | 2:13      |
| 3.  | 〈Psycho Holiday〉         | 5:19      |
| 4.  | 〈Heresy〉                 | 4:46      |
| 5.  | 〈Cemetery Gates〉         | 7:02      |
| 6.  | 〈Domination〉             | 5:04      |
| 7.  | 〈Shattered〉              | 3:21      |
| 8.  | 〈Clash with Reality〉     | 5:16      |
| 9.  | 〈Medicine Man〉           | 5:14      |
| 10. | 〈Message in Blood〉       | 5:10      |
| 11. | 〈The Sleep〉              | 5:47      |
| 12. | 〈The Art of Shredding〉   | 4:20      |

## 인증
| 국가                                                            | 인증        | 판매량/출하량 |
| --------------------------------------------------------------- | ----------- | ------------- |
| 아르헨티나 (CAPIF)                                              | 골드        | 30,000^       |
| 오스트레일리아 (ARIA)                                           | 골드        | 35,000^       |
| 일본 (RIAJ)                                                     | 골드        | 100,000       |
| 영국 (BPI)                                                      | 골드        | 100,000^      |
| 미국 (RIAA)                                                     | 2× 플래티넘 | 2,000,000     |
| ^출하량을 기반으로 한 인증 · 판매량+스트리밍을 기반으로 한 인증 |             |               |